# Koňské žíně

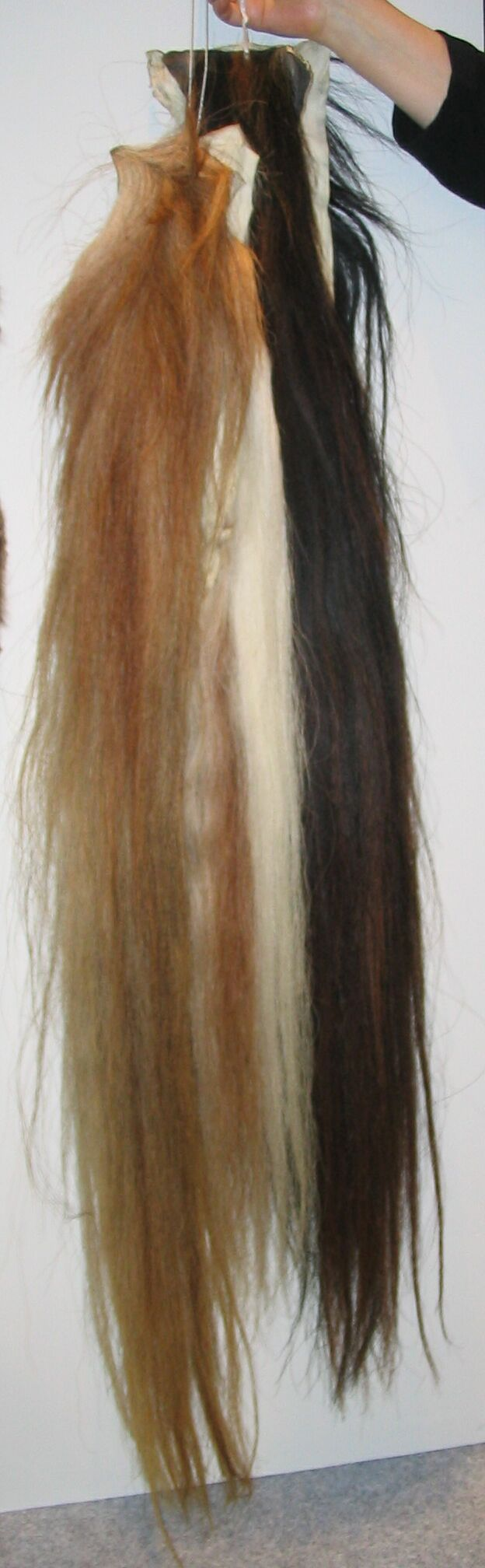
Žíně z koňského ohonu

Koňské žíně jsou textilní materiál získávaný z hřívy a z ohonu koní.

## Z historie zpracování koňských žíní
Koňské žíně se používaly např. na lana už od pradávna. Nejstarší dochovaná žíněná textilie má být podle některých (nezaručených) údajů tkanina, na které byl v 9. století zakreslen plán kláštera ve švýcarském St. Gallenu. Ve slovinském  Kraňsku bylo tkaní koňských žíní (hlavně na síta) známé už v 16. století. V polovině 19. století tam pracovalo v tomto oboru 1800 dospělých a 600 dětí na 700 dřevěných stavech. V té době byla v  Sušici v provozu manufakturní výroba příze z tohoto materiálu s ročním prodejem 25 tun (za 40 000 zlatých).
V 19. století přišly zejména tkaniny na nábytkové potahy do módy a tak došlo ke značnému rozmachu výroby. Ve 20. století byla část žíní nahrazena přízemi z mnohem levnějších umělých vláken, na konci tohoto období pocházela naprostá většina žíněných výrobků z Asie.
V Evropě byly na začátku 21. století známé jen asi dvě tkalcovny, které se zabývaly zpracováním koňských žíní. Celosvětová spotřeba surových koňských žíní dosáhla ve 2. dekádě 21. století ročně cca 4000 tun.

## Vlastnosti

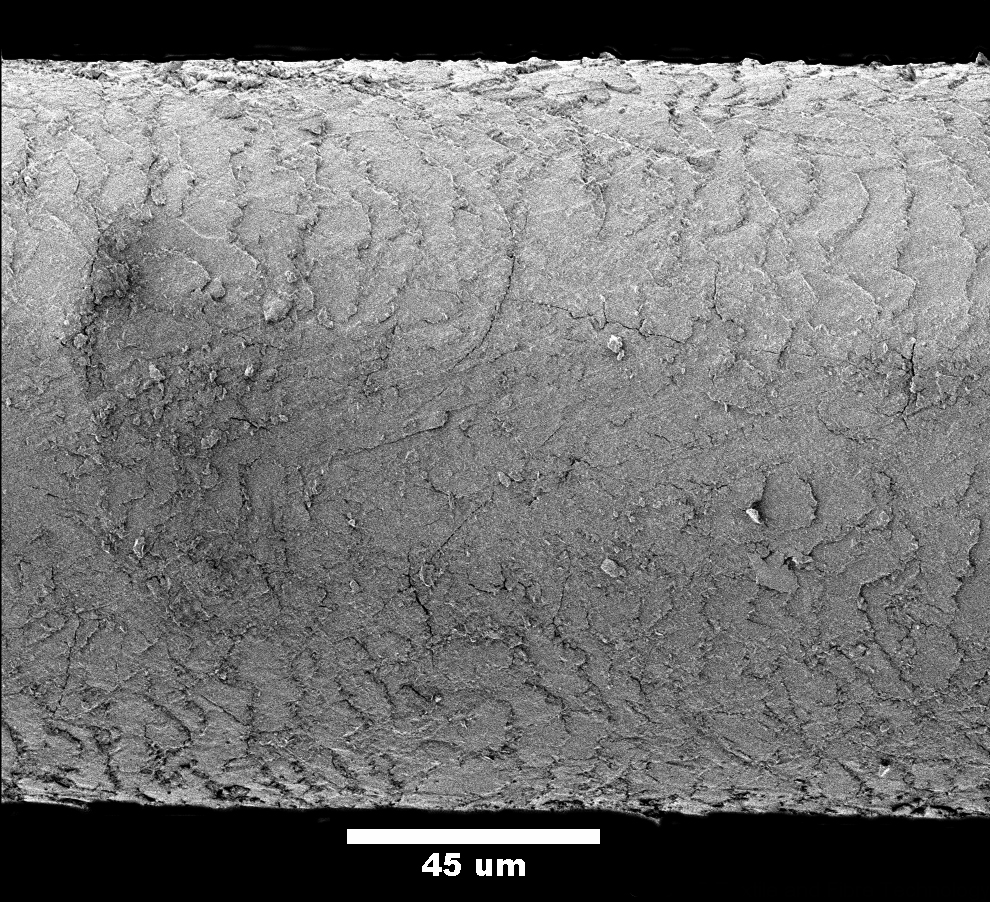
Koňská žíně cca 900 x zvětšená

Vlákna jsou vcelku hrubá, hladká, pružná, stabilní, odolná proti opotřebení.
Číselné údaje o fyzikálních vlastnostech vláken nejsou dosud nikde publikovány, známé je jen, že žíně z hřívy jsou jemnější s délkou cca do 45 cm a hrubší žíně z ocasu mohou dosáhnout až 120 cm délky.
Cena koňských žíní za kilogram (v roce 2015) se pohybuje mezi cca 80 € za černá vlákna s délkou 50 cm a 500 € za bílá vlákna 100 cm dlouhá
Umělé koňské žíně se vyrábí jako viskózové nebo acetátové monofilní příze v jemnostech 20-250 tex. Umělé žíně mohou v některých výrobcích nahradit několikanásobně dražší přírodní vlákna.

## Použití koňských žíní
- k nejstarším způsobům použití patří zhotovování kartáčů, smetáků[9]
- čalounění nábytku a plnění vysoce kvalitních matrací[10]
- smyčce ke všem smyčcovým nástrojům (např. na houslovém smyčci je upevněno 150-200 jednotlivých 70 cm dlouhých žíní)[11]

### Výroba příze
Starší odborná literatura se zmiňuje o přízích z (ručně) svazovaných jednotlivých žíní, příze byly případně opřádané bavlnou nebo vlnou. Z literatury jsou známé také příze z koňských žíní obeskaných jednou nebo dvěma bavlněnými nitěmi. V roce 1950 byl údajně vynalezen spřádací stroj na koňské žíně. Ani o způsobu práce stroje ani o postupu předení nebylo dosud nic publikováno.
Příze na délkové textilie
- Rybářské šňůry splétané ze žíní[13]
- Ozdobné šňůry a pásy zhotovené splétáním nebo tzv. hitchingem[14]

### Výroba tkanin
Pro textilní účely se žíně původně zpracovávaly jako útek z jednotlivých (často barvených) vláken na ručních stavech. Asi od 70. let 19. století se na mechanických tkacích strojích s pomocí zvláštního zařízení vytahují jednotlivá vlákna z chomáče žíní a zanášejí jako útek do zboží. Osnova je většinou ze skaných bavlněných, polyesterových nebo hedvábných přízí. Poměr osnovy k útku bývá cca 30/70.
Tkaniny mohou mít v dostavě až 60 nití na cm (satén), šířka tkaniny je maximálně 70 cm.
Použití tkanin
- Tkaniny na nábytkové potahy se používají jen na zcela exkluzivní výrobky[15] nebo na restaurace historického nábytku.[16]
- Výztuže sak a plášťů se zhotovují ze žíněných tkanin jen u drahých oděvů.[17]
- Tkaniny na tzv. průmyslové použití: sedadla aut, kabelky apod.[18]

## Galerie výrobků z koňských žíní

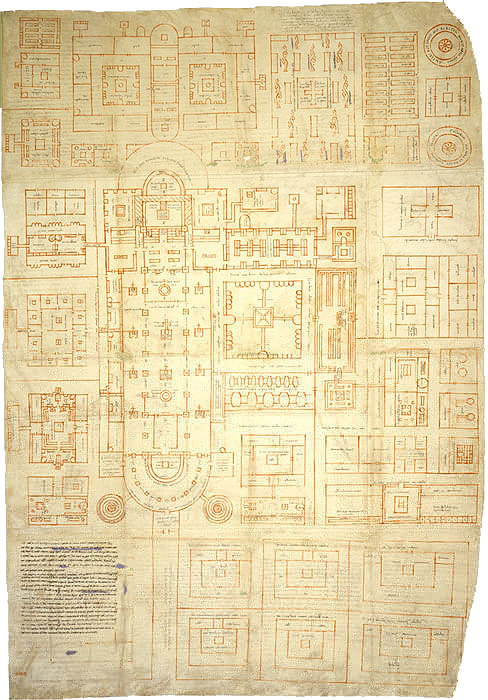
Tkanina z počátku 9. století
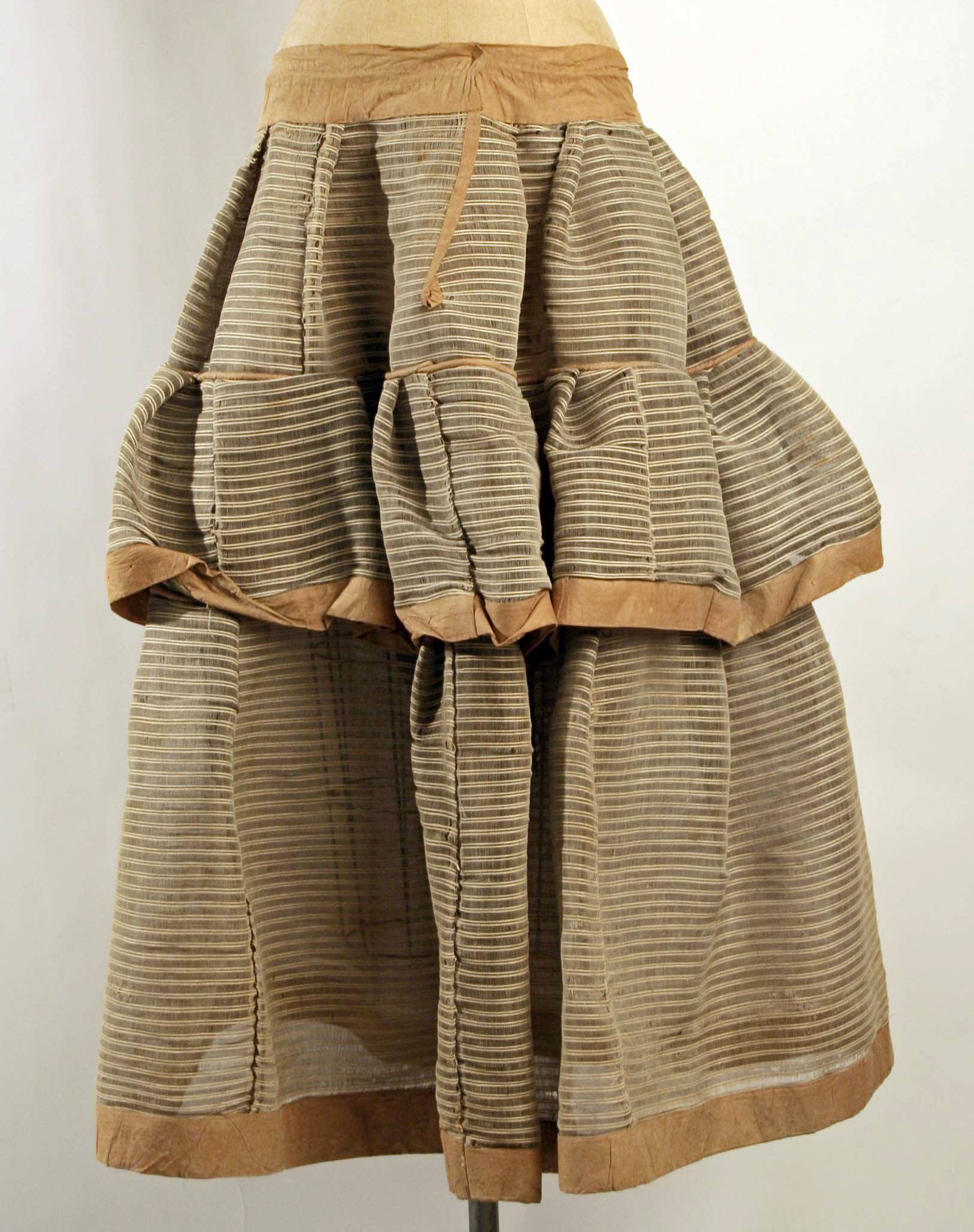
Krinolína ze 40. let 19. století (osnova bavlna, útek koňské žíně)
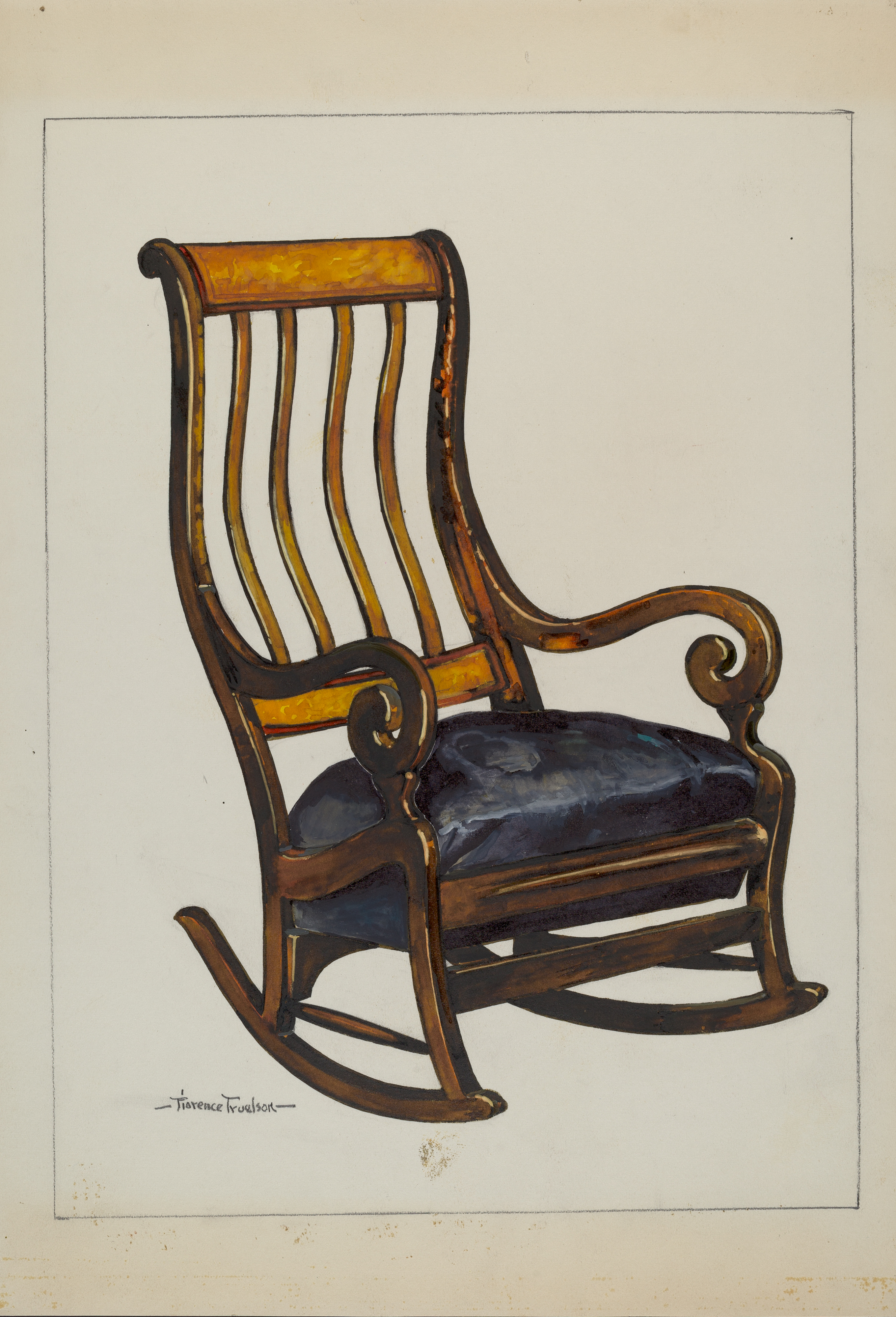
Potah na houpací židli (USA asi v roce 1937)
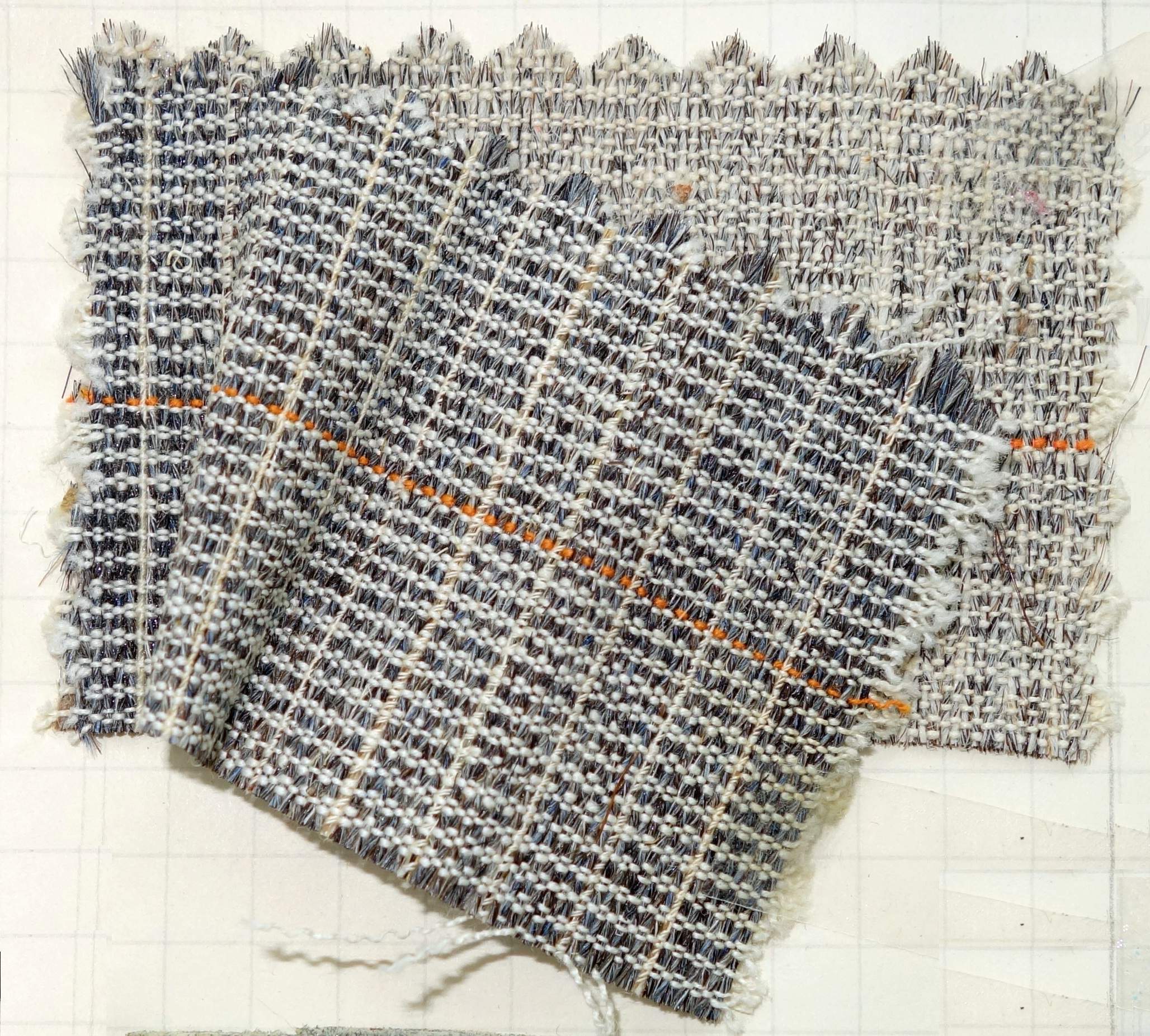
Tkanina  na výztuž kožešin (z poloviny 20. století)
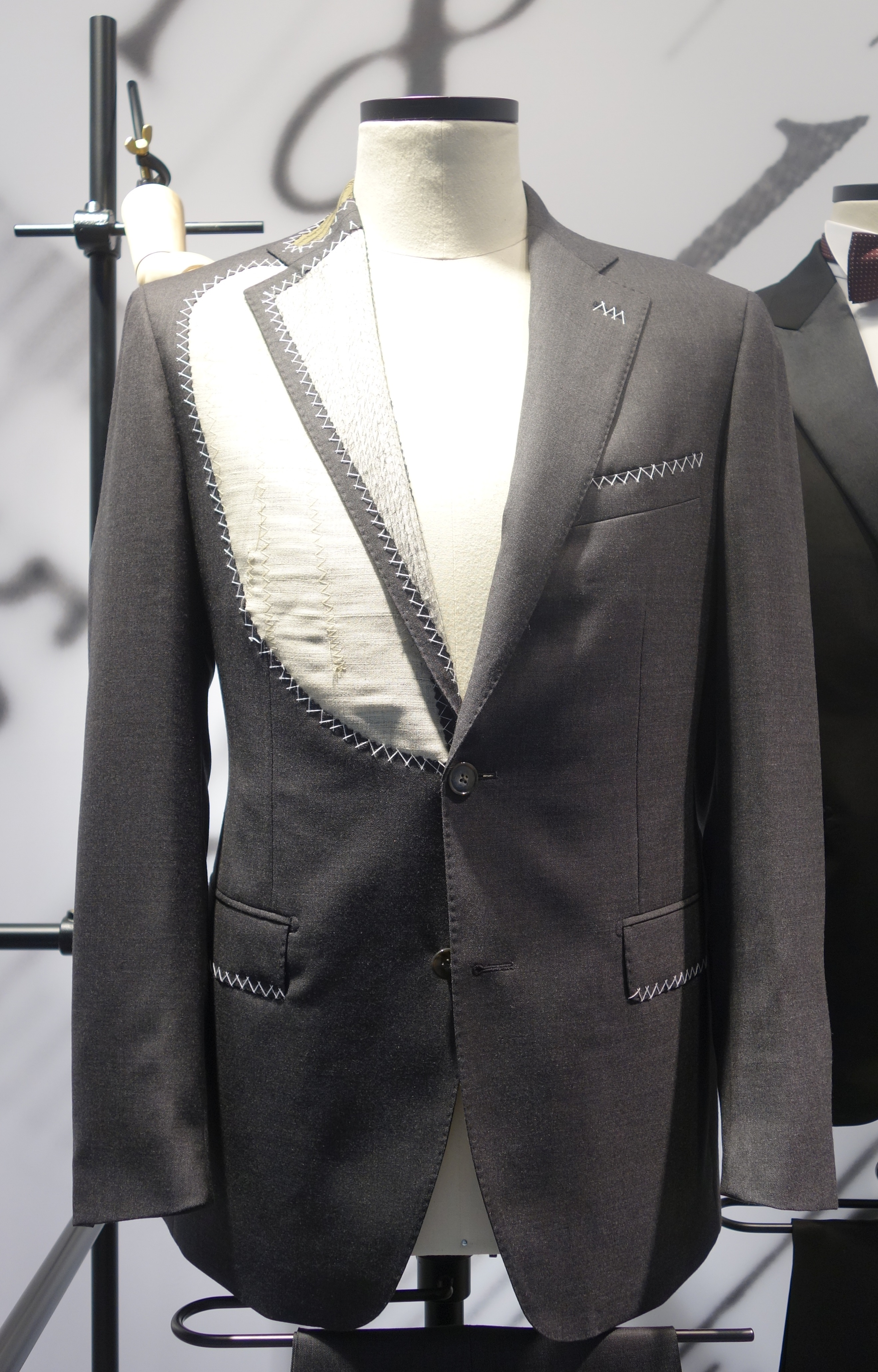
Výztuž pánského saka (Německo 2017)
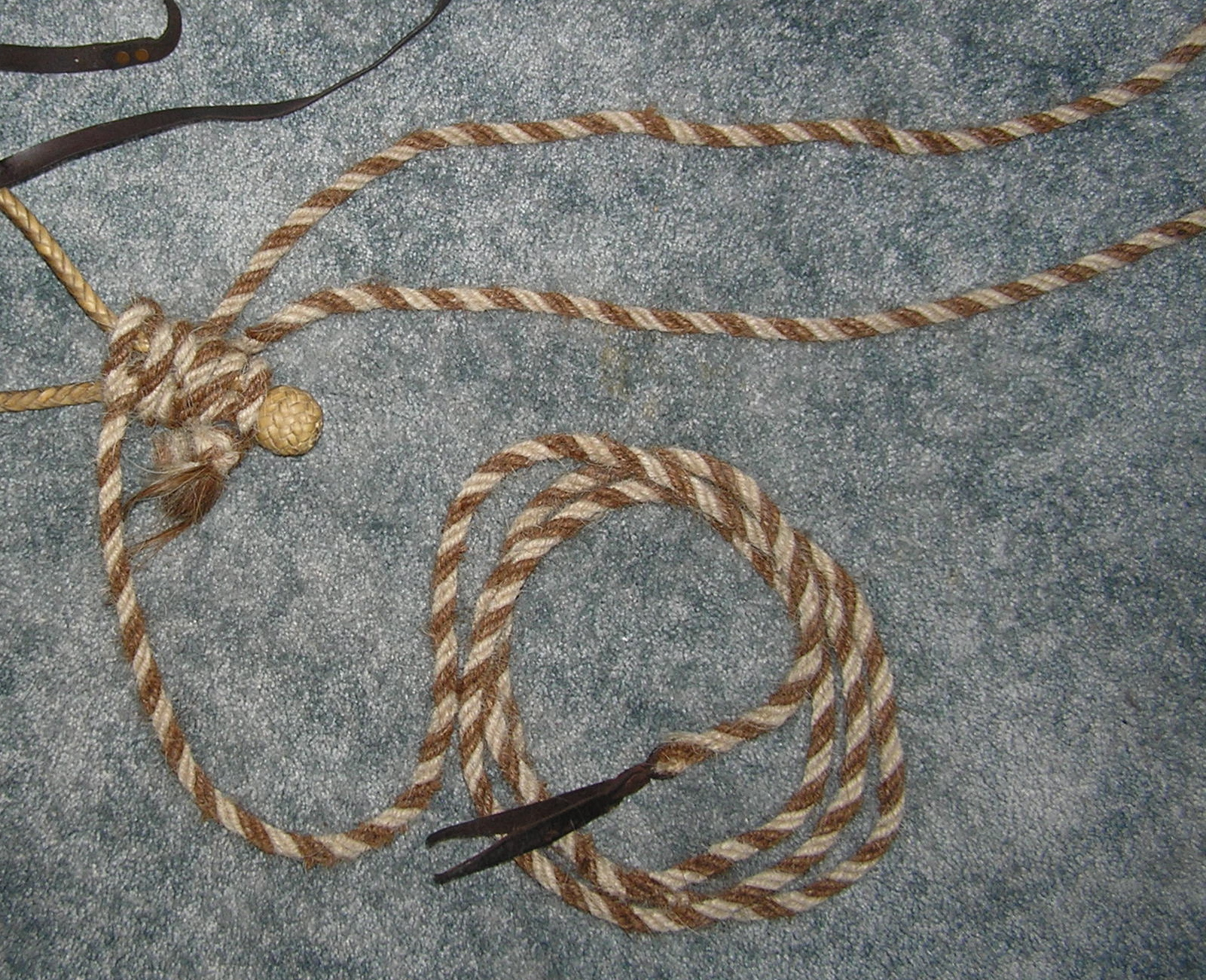
Ohlávka  splétaná z koňských žíní
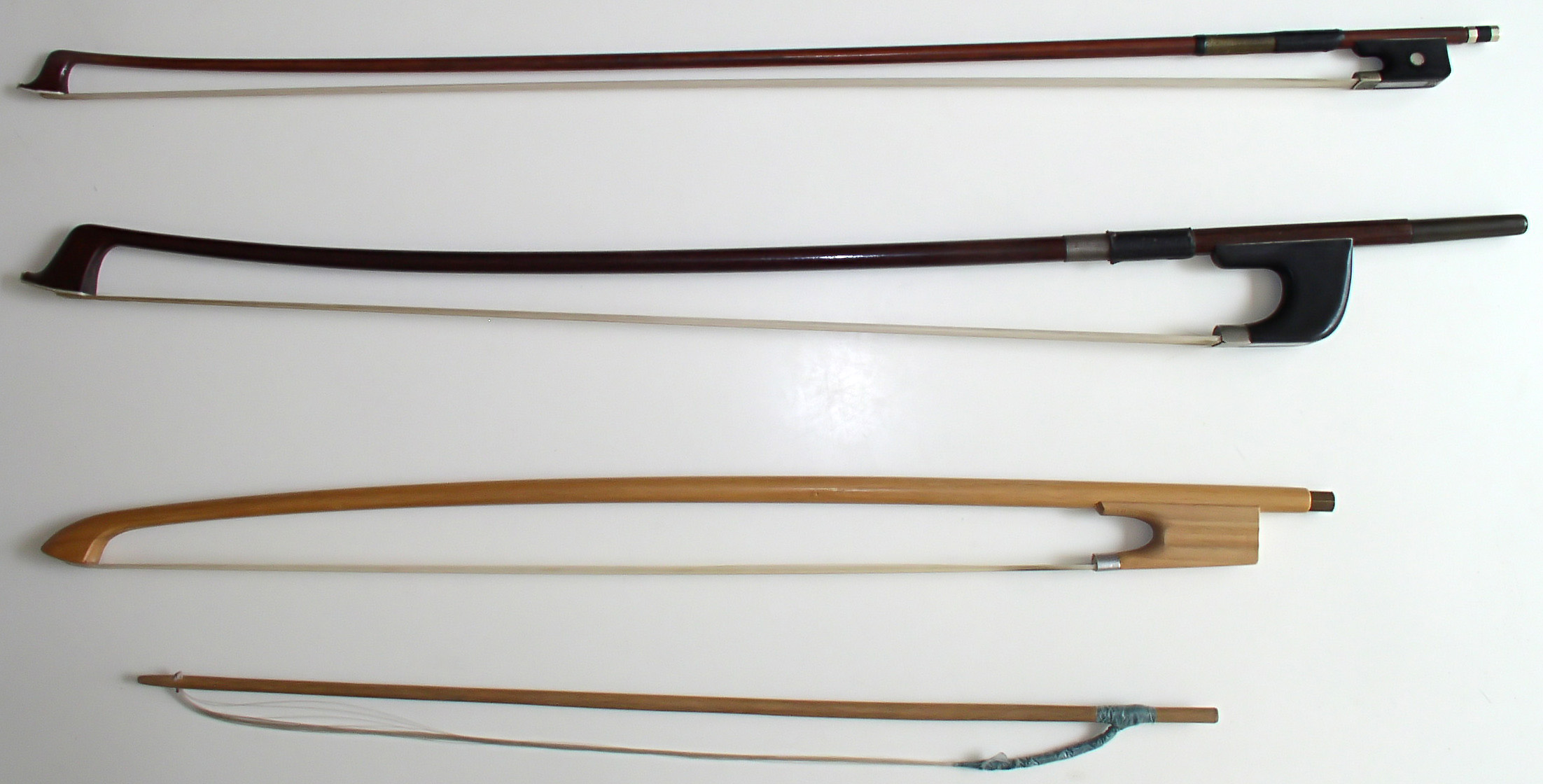
Žíně na různých druzích smyčců
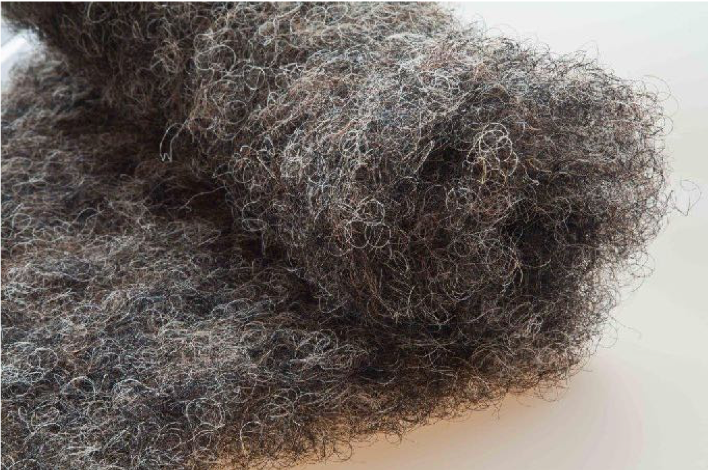
Koňské žíně na  polstrování nábytku
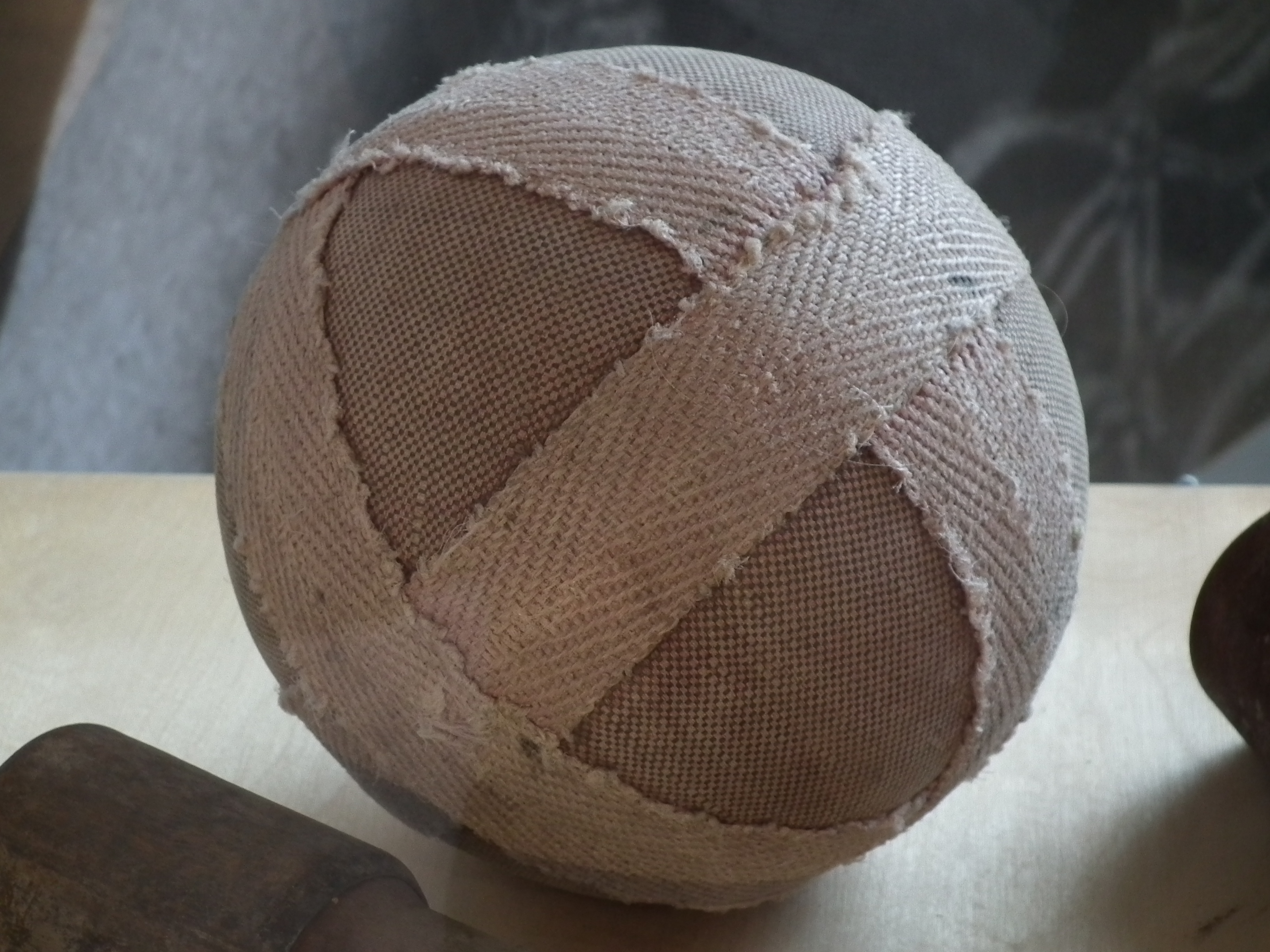
Míč na  kolovou plněný slisovanými žíněmi
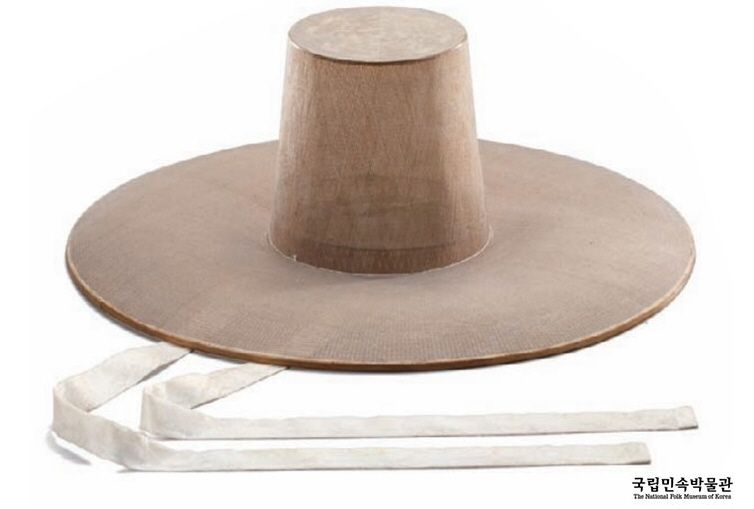
Tradiční korejský klobouk